# José Luis Caño
Caño  Losa est un nom espagnol. Le premier nom de famille, en général paternel, est Caño ; le second, en général maternel, souvent omis, est Losa.
José Luis Caño Losa (né le 28 avril 1988 à Tomelloso) est un coureur cycliste espagnol, professionnel en 2011 et 2012 au sein de l'équipe Andalucía.

## Palmarès et classements mondiaux

### Palmarès
- 2004
  -  Champion d'Espagne sur route cadets
- 2005
  - Vainqueur de la Coupe d'Espagne juniors
- 2006
  - Vainqueur de la Coupe d'Espagne juniors
- 2010
  - 2e étape du Tour de Palencia
  - 3e de la Clásica Ciudad de Torredonjimeno

### Classements mondiaux
| Année            | 2011   | 2012   |
| ---------------- | ------ | ------ |
| UCI America Tour | 385e   |        |
| UCI Asia Tour    | 252e   | 202e   |
| UCI Europe Tour  | 1 222e | 1 031e |